# Martiri di Forte Bravetta

Aldo Fabrizi nei panni di don Pietro, alias don Giuseppe Morosini, medaglia d'oro al valor militare, in: Roma città aperta (1945), di Roberto Rossellini.

I Martiri di Forte Bravetta furono 68 militari e partigiani, tutti appartenenti alla Resistenza romana, fucilati dal Comando tedesco nel periodo dell'occupazione (10 settembre 1943 – 4 giugno 1944) a Forte Bravetta, una delle costruzioni fortificate che circondavano la città di Roma, situata nella periferia ovest della Capitale, al km 3,5 della via omonima.
Nel film di Roberto Rossellini, Roma città aperta, è narrata, in forma romanzata, la vicenda dell'uccisione di don Giuseppe Morosini, interpretato da Aldo Fabrizi, eseguita nel forte il 3 aprile 1944.
Il monumento funebre, posto nel 1967, riporta 77 nominativi, citando anche alcuni condannati per delitti comuni dai tribunali italiani e raddoppia erroneamente i nominativi di alcuni caduti.
Oggi l'interno del forte è un'area adibita a verde pubblico, denominata "Parco dei martiri di Forte Bravetta".

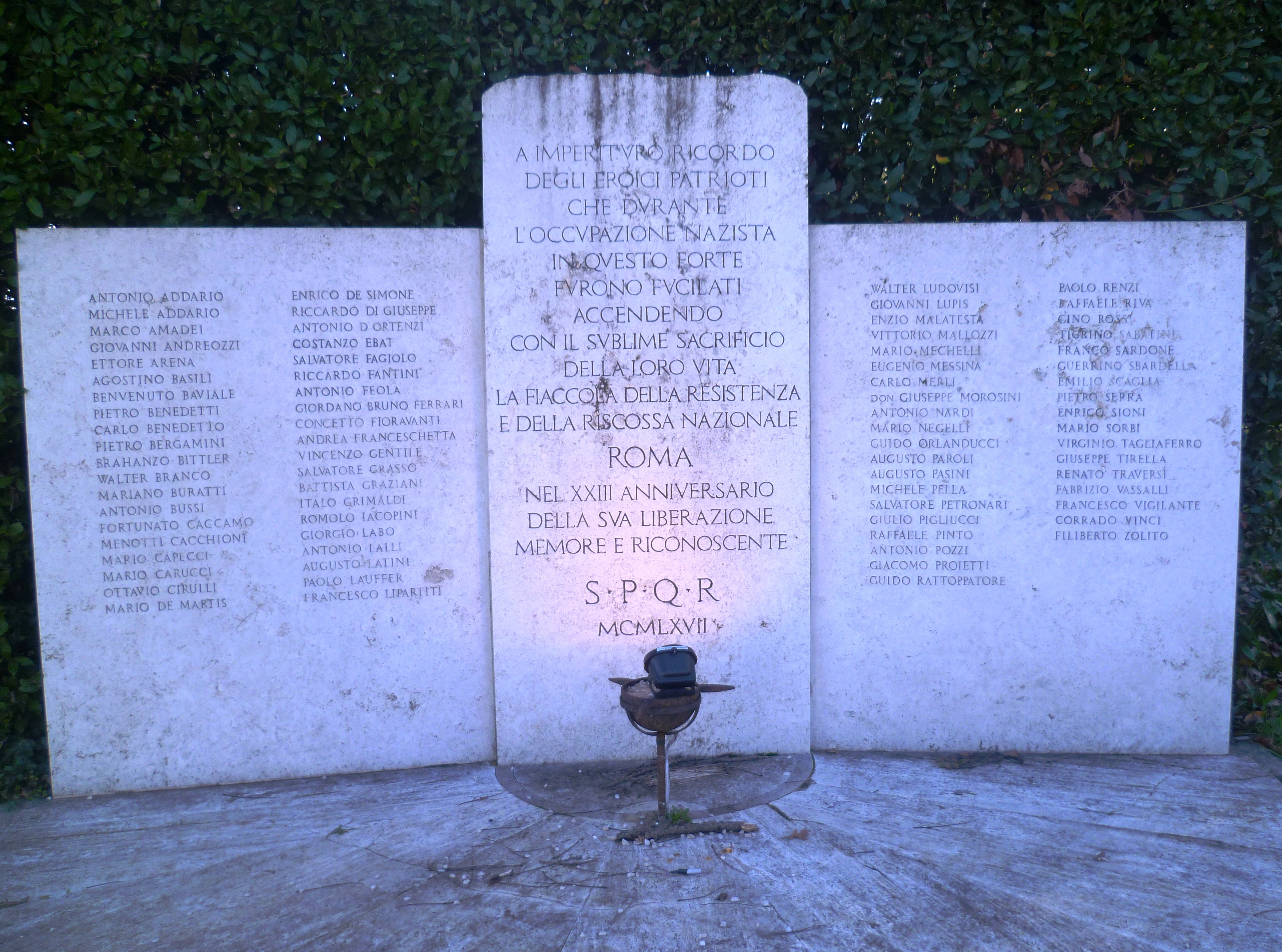
Monumento funebre in memoria dei martiri, all'interno dell'omonimo parco

## Elenco delle fucilazioni
Per le fucilazioni plurime si è fatto riferimento alle dizioni utilizzate dall'INSMLI: "eccidio" , da due a quattro uccisioni; "strage", cinque o più vittime.

### Strage dell'11 ottobre 1943
- Giacomo Proietti, di Angelo, nato a Tivoli il 7.1.1926, operaio. Detenzione di armi. Tribunale militare tedesco.
- Marco Amadei, di Giuseppe e di Eugenia Tirnerdi, nato a Monte Cerignone il 25.4.1902, manovale. Saccheggio e uso di armi contro la forza pubblica. Tribunale militare italiano.
- Battista Graziani, di Domenico e di Cristina Arzinori, nato a Corigliano Calabro il 3.11.1912. Saccheggio e uso di armi contro la forza pubblica. Tribunale militare italiano.
- Michele Pella, di Achille e di Giuseppina Tassi, nato a Offida il 9.1.1888, muratore. Saccheggio e uso di armi contro la forza pubblica. Tribunale militare italiano.
- Giulio Pigliucci, di Giovanni e di Adele Cirillo, nato a Roma l'8.4.1911, impiegato. Saccheggio e uso di armi contro la forza pubblica. Tribunale militare italiano.
- Pietro Serra, di Vincenzo e di Maria Fornasari, nato a Pieve di Cento il 27.5.1900, cappellaio. Saccheggio e uso di armi contro la forza pubblica. Tribunale militare italiano.
- Mario Sorbi, nato a Roma il 10.9.1921. Saccheggio e uso di armi contro la forza pubblica. Tribunale militare italiano.

### Fucilazione del 23 ottobre 1943
- Etargenio Angelini, di Giulio e di Anna Palone, nato ad Artena il 12 ottobre 1913, contadino. Violenza contro le forze armate tedesche. Tribunale militare tedesco.

### Fucilazione dell'18 novembre 1943
- Giuseppe Tirella, di Giorgio e di Giovanna Nifosi, nato a Pozzallo il 16.3.1913, ufficiale della Marina mercantile. Omicidio e usurpazione di funzione. Tribunale militare italiano.

Condannato a morte per l'omicidio il 7 ottobre del 1943 della signora Tiberi Rosa in Guarnieri in viale delle Milizie n. 76 travestito da Capo Manipolo della Milizia - Fonte il Messaggero del 19 ottobre 1943 prima pagina - difficile l'attribuzione di "Martire"

### Eccidio del 26 novembre 1943
- Agostino Basili, di Mariano e di Assunta Alfei, nato a Mandela il 6.11.1921, contadino, Banda Vicovaro. Detenzione di armi. Tribunale militare tedesco.
- Walter Ludovisi, di Francesco e di Lucia Vecchi, nato a Marino il 20.1.1924, muratore. Detenzione di armi. Tribunale militare tedesco.

### Eccidio del 22 dicembre 1943
- Riccardo Di Giuseppe, di Leonardo e di Lucia Leoni, nato a Vicovaro il 18 maggio 1899, repubblicano, già volontario antifranchista nella guerra civile spagnola; Banda Vicovaro. Attività antitedesca. Tribunale militare tedesco.
- Mario Carucci, di Nestore e di Maria Ferrozzi, nato a Roma il 6.5.1923, paracadutista, (Movimento dei cattolici comunisti). Violenza contro le forze armate tedesche. Tribunale militare tedesco.

### Eccidio del 30 dicembre 1943
Dopo un sommario processo, vengono prelevati dal carcere e fucilati:
- Riziero Fantini, di Adolfo e di Maria Apollonia Ciotti, nato a Coppito il 6.4.1892, operaio[3] Anarchico di Monte Sacro-Val Melaina. Attività antitedesca. Tribunale militare tedesco.
- Antonio Feurra, di Salvatore, nato a Cagliari il 22.9.1893, fruttivendolo. PCI di Monte Sacro-Val Melaina. Attività antitedesca. Tribunale militare tedesco.
- Italo Grimaldi, di Vincenzo e di Rosa Pezzoli, nato a Budrio il 5.9.1899, macellaio, PCI di Monte Sacro-Val Melaina. Attività antitedesca. Tribunale militare tedesco.

### Eccidio del 31 dicembre 1943

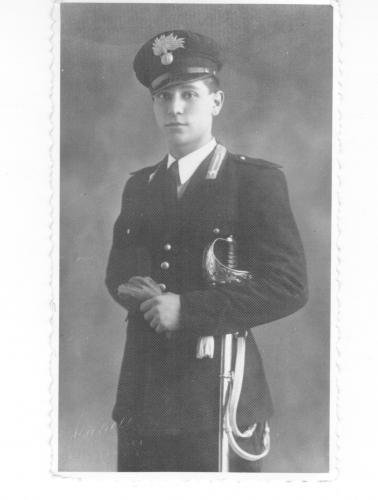
Antonio Pozzi, medaglia d'argento al valor militare

- Antonio Pozzi, di Umberto e di Agnese Fago, nato a Chiaromonte il 5.9.1921, vicebrigadiere dei carabinieri presso la stazione della Magliana, Fronte militare clandestino. Detenzione di armi. Tribunale militare tedesco. Medaglia d'argento al valor militare.
- Raffaele Pinto, nato a Salerno il 27.6.1924, carabiniere.

### Eccidio del 20 gennaio 1944
- Andrea Franceschetti, nato il 17 luglio 1894. Violenza contro le forze armate tedesche. Tribunale militare tedesco.
- Salvatore Petronari Giacomo di Davide («l'avvocatino»), nato a Roma il 4.2.1904, PCI di Testaccio. Detenzione di armi. Tribunale militare tedesco[4][5].

### Strage del 31 gennaio 1944

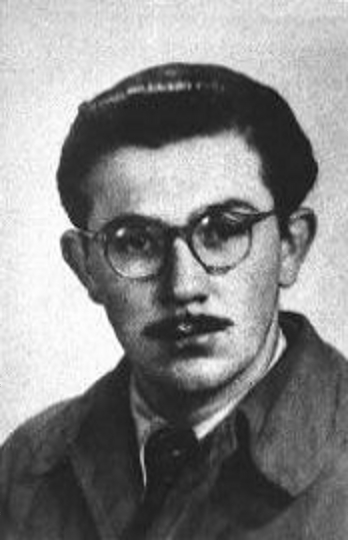
Giorgio Labò, medaglia d'oro al valor militare

Vengono condotti a Forte Bravetta e fucilati:
- Giovanni Andreozzi, nato a Roma il 2 agosto 1912, PCI di Monte Sacro-Val Melaina. Attività antitedesca. Tribunale militare tedesco.
- Mariano Buratti, nato a Bassano di Sutri il 25.1.1902, professore di filosofia, Partito d'Azione. Attività antitedesca. Tribunale militare tedesco. Medaglia d'oro al valor militare.[6]
- Mario Capecci, nato a Roma il 25.11.1925, Bandiera Rossa. Attività antitedesca. Tribunale militare tedesco.
- Enrico De Simone, di Filippo, nato a Napoli il 15.7.1901, ufficiale di cavalleria, Fronte militare clandestino. Attività antitedesca. Tribunale militare tedesco.
- Augusto Latini, di Giovanni, nato a Roma il 6.11.1897, Bandiera Rossa. Attività antitedesca. Tribunale militare tedesco.
- Vittorio Mallozzi, di Gennaro e di Filomena Lauri, nato ad Anzio nel 1909, fornaciaio, PCI. Attività antitedesca. Tribunale militare tedesco[7]. Medaglia d'oro al valor militare[8].
- Paolantonio Renzi, di Vincenzo, nato a Montebuono il 6.3.1894, muratore, Partito d'Azione. Attività antitedesca. Tribunale militare tedesco.
- Raffaele Riva, nato a Sant'Agata Bolognese il 29.12.1896, operaio.[9][10] Movimento dei cattolici comunisti. Attività antitedesca. Tribunale militare tedesco.
- Franco Sardone, di Domenico, nato a Stornarella il 22.1.1893, insegnante, Partito d'Azione[11]. Attività antitedesca. Tribunale militare tedesco.
- Renato Traversi, di Federico e di Maria Buccitto, nato a Velletri il 6.3.1899. Attività antitedesca.

### Strage del 2 febbraio 1944
11 partigiani vengono portati fuori dal carcere e condotti a Forte Bravetta. Qui vengono posti dinanzi ad un plotone d'esecuzione composto da militi della PAI-Polizia dell'Africa italiana che però, al momento dell'esecuzione, sparano per lo più a terra, mancando volutamente i bersagli. Sarà un ufficiale tedesco a uccidere i sopravvissuti alla raffica con un colpo alla nuca.
- Ettore Arena, di Luigi, nato a Catanzaro il 17.1.1923, operaio tornitore, Bandiera Rossa[12]. Attività antitedesca. Tribunale militare tedesco. Medaglia d'oro al valor militare[13].
- Benvenuto Badiali, nato il 24.7.1905 a Castel San Pietro, commerciante, Bandiera Rossa. Attività antitedesca. Tribunale militare tedesco.
- Brahanzo Bittler,  conosciuto come Walter Branco, nato a Topovlje (Braslovče) il 5.1.1905, impresario teatrale, Bandiera Rossa. Attività antitedesca. Tribunale militare tedesco.
- Ottavio Cirulli, di Michele, nato a Foggia il 2.10.1906, calzolaio[14], Bandiera Rossa. Attività antitedesca. Tribunale militare tedesco.
- Romolo Jacopini di Nazzareno e di Maria Fischioni, nato a Roma il 9.2.1898[15], Bandiera Rossa. Attività antitedesca. Tribunale militare tedesco.
- Ezio Malatesta, di Alberto, nato ad Apuania Marittima il 22.10.1914, giornalista[16], Bandiera Rossa. Attività antitedesca. Tribunale militare tedesco. Medaglia d'oro al valor militare[17].
- Carlo Merli, nato a Milano il 2 gennaio 1913, giornalista[18], Bandiera Rossa. Attività antitedesca. Tribunale militare tedesco.
- Augusto Paroli, di Riziero e di Angela Aversa, nato a Roma il 13 giugno 1913, operaio, Bandiera Rossa. Attività antitedesca. Tribunale militare tedesco.
- Gino Rossi "Bixio", di Silvio, nato a Selvazzano il 16.3.1893, ufficiale dell'Esercito, Bandiera Rossa. Attività antitedesca. Tribunale militare tedesco.
- Guerrino Sbardella di Pietro, nato a Colonna il 4.1.1916, tipografo[19][20], Bandiera Rossa. Attività antitedesca. Tribunale militare tedesco.
- Filiberto Zolito, nato a Roma il 15.10.1894, calzolaio, Bandiera Rossa. Attività antitedesca. Tribunale militare tedesco.

### Eccidio del 4 marzo 1944
Prelevati dal carcere di Regina Coeli e condannati a morte dal Tribunale militare tedesco, vengono portati dai nazisti a Forte Bravetta e fucilati i partigiani:
- Antonio Lalli, di Luigi e di Eva Cocciari, nato a Perugia il 10.5.1902, impiegato, PCI[21]. Attività antitedesca. Tribunale militare tedesco. Medaglia d'argento al valor militare.
- Eugenio Messina, di Rocco e di Filomena Marchese, nato a Potenza il 20.9.1909, operaio, Pci. Detenzione di armi. Tribunale militare tedesco.

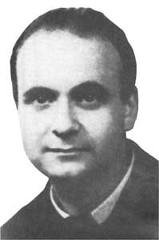
Don Giuseppe Morosini, medaglia d'oro al valor militare

### Strage del 7 marzo 1944
Un gruppo di dieci prigionieri, detenuti nelle carceri romane, è caricato su una camionetta e condotto a Forte Bravetta dove, sugli spalti del forte, sono fucilati. Secondo Rosario Bentivegna l'esecuzione sarebbe stata decisa in rappresaglia - l'unica prima dell'eccidio delle Fosse Ardeatine - per un soldato tedesco ucciso in un'azione partigiana dei GAP a piazza dei Mirti (Centocelle), come comunicato dallo stesso Herbert Kappler.
- Antonio Bussi, di Guerrino, nato a Roma il 4.5.1908, artigiano, PCI. Attività antitedesca. Tribunale militare tedesco.
- Concetto Fioravanti, di Felice, nato a Trevi nel Lazio l'8.12.1906, Bandiera Rossa. Attività antitedesca. Tribunale militare tedesco. Medaglia di bronzo al valor militare
- Vincenzo Gentile, impiegato al Ministero per gli affari esteri, PCI. Attività antitedesca, detenzione di armi. Tribunale militare tedesco.
- Giorgio Labò Lamberto, di Mario, nato a Modena il 29.5.1919, studente di architettura[23], PCI. Attività antitedesca, Detenzione di armi. Tribunale militare tedesco. Viene trasportato a braccia, poiché la tortura subita a via Tasso non gli consente l'uso delle mani e dei piedi[24][25], PCI. Medaglia d'oro al valor militare[26].
- Paul Lauffer, di Paolo e Natalia Meyer, nato a Königsberg il 18 aprile 1902, odontoiatra, Partito d'Azione. Attività antitedesca. Tribunale militare tedesco.
- Francesco Lipartiti, carabiniere, Fronte militare clandestino. Attività antitedesca. Tribunale militare tedesco. Medaglia d'argento al valor militare.
- Mario Mechelli, di Filippo e di Federica Morelli, nato a Carbognano il 7.8.1915, Bandiera Rossa. Attività antitedesca. Tribunale militare tedesco.

Medaglia di bronzo al valor militare.
- Antonio Nardi, di Giovanni, nato a Leonessa, il 9.3.1904, autista, Bandiera Rossa. Attività antitedesca. Tribunale militare tedesco.
- Augusto Pasini, militare Banda Buratti, Partito d'Azione]. Attività antitedesca. Tribunale militare tedesco.
- Guido Rattoppatore, nato a Lione il 14.6. 1913, operaio Atag[27][28], PCI. Violenza contro le forze armate tedesche. Tribunale militare tedesco.

### Fucilazione del 3 aprile 1944
- Don Giuseppe Morosini, nato a Ferentino il 19.3.1913, cappellano militare[29] Fronte militare clandestino. Spionaggio a favore degli Alleati. Tribunale militare tedesco. Medaglia d'oro al valor militare[30].

### Fucilazione del 29 aprile 1944
- Pietro Benedetti, di Filippo e Maria Cinalli, nato ad Atessa il 29.6.1902, ebanista[31] PCI. Detenzione di armi. Tribunale militare tedesco. Croce di guerra al Valor Militare.

### Fucilazione del 3 maggio 1944
- Tigrino Sabatini Badengo, di Enrico e Filomena Baiocchi, nato ad Abbadia San Salvatore l'8.3.1900, operaio[32] Bandiera Rossa. Attività antitedesca. Tribunale militare tedesco. Medaglia d'argento al valor militare.

### Eccidio dell'8 maggio 1944
- Salvatore Fagiolo, nato ad Albano Laziale il 1°.8.1923, banda dei Castelli Romani. Violenza contro le forze armate tedesche. Tribunale militare tedesco.
- Virginio Tagliaferri, di Emilio e Maria Ricottini. Omicidio. Tribunale militare tedesco.

### Strage del 24 maggio 1944
A pochi giorni dalla liberazione di Roma, i nazisti trasportano a Forte Bravetta e fucilano sugli spalti del forte:
- Pietro Bergamini, di Alfredo, nato a Secondigliano il 26.8.1921, militare radiotelegrafista, Fronte militare clandestino. Spionaggio a favore degli Alleati. Tribunale militare tedesco. Medaglia d'argento al valor militare.

Fortunato Caccamo, medaglia d'oro al valor militare

- Giordano Bruno Ferrari, di Ettore, nato a Roma il 28.7.1887, pittore[33], Fronte militare clandestino. Spionaggio a favore degli Alleati. Tribunale militare tedesco. Medaglia d'oro al valor militare[34].
- Salvatore Grasso, di Salvatore, nato a Catania il 2.1.1921, ufficiale dell'Esercito, Fronte militare clandestino. Spionaggio a favore degli Alleati. Tribunale militare tedesco. Medaglia d'argento al valor militare.
- Fabrizio Vassalli Franco Valenti, di Arturo, nato a Roma il 18.10.1908, ufficiale dell'Esercito[35][36], Fronte militare clandestino. Spionaggio a favore degli Alleati. Tribunale militare tedesco. Medaglia d'oro al valor militare[37].
- Corrado Vinci, di Crispino, nato a Catania il 16.7.1919, militare elettromeccanico, Fronte militare clandestino. Spionaggio a favore degli Alleati. Tribunale militare tedesco. Medaglia d'argento al valor militare.

### Strage del 3 giugno 1944
Alle ore 10, i preparativi per la ritirata tedesca da Roma sono già in corso; mentre il camion con i condannati arriva al forte un aereo alleato mitraglia l'edificio. Ufficiali e magistrati si disperdono per un po' di tempo. Un ufficiale tedesco, dopo aver letto frettolosamente la sentenza, scappa senza curarsi di assistere all'esecuzione; il prigioniero Costantino Ebat si divincola e tenta di fuggire, ma viene ripreso.
Il plotone della PAI fucila:
- Fortunato Caccamo Tito, di Antonio e da Maria Cuzzocrea, nato a San Gregorio il 25 gennaio 1923, carabiniere[39][40] Fronte militare clandestino. Attività antitedesca. Tribunale militare tedesco. Medaglia d'oro al valor militare[41].
- Mario De Martis, di Aurelio e Teresa Aromando, nato a Sassari il 20.9.1920, studente universitario e tenente pilota[42] Fronte militare clandestino. Attività antitedesca. Tribunale militare tedesco. Medaglia d'argento al valor militare.
- Costantino Ebat Costanzo, di Giovanni, nato a Livorno il 4.5.1911. Tenente colonnello d'artiglieria[43][44] Fronte militare clandestino. Attività antitedesca. Tribunale militare tedesco. Medaglia d'oro al valor militare[45].
- Giovanni Lupis, di Roberto e di Santa Mannarino, nato a Reggio Calabria il 2.10.1923, studente universitario e agente di pubblica sicurezza, Fronte militare clandestino. Attività antitedesca. Tribunale militare tedesco. Medaglia d'argento al valor militare[46].
- Emilio Scaglia, di Giovanni e Filomena Bravi, nato ad Antronapiana il 14.10.1923, agente di pubblica sicurezza[47][48] Fronte militare clandestino. Attività antitedesca. Tribunale militare tedesco. Medaglia d'argento al valor militare.
- Guido Orlanducci, di Agostino e di Domenica D'Onofrio, nato a Napoli il 30.8.1912, impiegato, sottufficiale dell'esercito, Fronte militare clandestino. Attività antitedesca. Tribunale militare tedesco. Medaglia d'argento al valor militare.

La scarica è disordinata, solo Ebat muore all'istante, gli altri sono finiti a colpi di pistola da un ufficiale.
Subito dopo aver sparato, il plotone della PAI sale su un camion e parte per il nord.